# گیلشه
گیلشه (به لاتین: Giləşə) یک منطقه مسکونی است که در شهرستان آستارا و در دهیاری سیاکو واقع شده است.

## ریشه واژه
گیلشه در زبان تالشی اشاره به نوعی گیاه نی یا نوعی علف دارد زیرا در ناحیه‌ای قرار گرفته که دشت و علفزار است.